# 청량초등학교
청량초등학교는 대한민국 울산광역시 울주군 청량읍 덕하리에 있는 공립 초등학교다.

## 학교 연혁
- 1927년 6월 1일 청량공립보통학교(4년제 2학급) 개교
- 1938년 4월 1일 청량공립심상소학교(6년제 4학급) (교명 변경)[1]
- 1941년 4월 1일 청량공립국민학교 (교명 변경)[2]
- 1949년 12월 31일 청량국민학교로 명칭 변경
- 1981년 3월 1일 공립유치원 개원(1학급)
- 1989년 3월 1일 특수학급 개설(1학급)
- 1996년 2월 29일 신리분교장 통폐합
- 1996년 3월 1일 청량초등학교로 개칭[3]
- 1997년 2월 28일 용암분교장 통폐합
- 2006년 5월 19일 청초관(체육관) 준공 개관
- 2007년 9월 1일 보육교실(1실) 설치
- 2008년 3월 1일 유치원 종일반(1실) 설치
- 2008년 4월 4일 반딧불이 도서관 개관
- 2009년 2월 16일 본관 1층 및 교무실 및 행정실, 교장실, 방송실 리모델링, 이설 준공
- 2009년 8월 31일 영어체험실 준공 및 과학실 현대화 사업 실시
- 2010년 8월 31일 현대화 운동장 준공
- 2018년 10월 16일 울산형 혁신학교[4][5] 서로나눔학교 지정[6][7]
- 2020년 3월 1일 19학급 편성(특수반 2학급 포함)
- 2021년 3월 1일 20학급 편성(특수반 2학급 포함)
- 2021년 3월 1일 33대 김건락 교장 부임

## 학교 상징
- 교화 - 장미 : 우아하고 아름다운 자태
- 교목 - 향나무 : 늘 푸르고 힘찬 모습

## 참고 자료
- 청량초등학교 - 한국교육학술정보원 학교알리미